# ORP Grom
ORP Grom (H 71) (Nederlands: Donder), was een Poolse torpedobootjager van de Gromklasse. Het schip is gebouwd door de Britse scheepswerf J. Samuel White uit Cowes.
Het schip week tijdens de Duitse inval in Polen in 1939 uit naar het Verenigd Koninkrijk als voorzien in het Poolse plan Peking. Plan Peking was omvatte het uitwijken naar het Verenigd Koninkrijk van de drie Poolse torpedobootjager Burza, Błyskawica en Grom in het geval van een Duitse invasie.